# Anna Sofie Bülow
Anna Sofie Bülow (1745-1787), fue una noble y cortesana danesa, conocida por su vida amorosa y su estilo de vida poco convencional, conocida en la historia como una de las «Tres Gracias» de la corte real danesa.

## Biografía
Era la hija de Christian Conrad Danneskiold-Laurvig y Dorte Sofie von Holstein y se casó con el barón cortesano Frederik Ludvig Ernst von Bülow en 1763.
Junto con la baronesa Amalie Sofie Holstein y la condesa Christine Sophie von Gähler, fue conocida como una de las Tres Gracias de la corte real danesa. Llamó la atención con su belleza y su vida amorosa: en ese momento, las mujeres de la corte danesa podían tener amantes oficiales, llamados amants déclarés, y los suyos eran el ministro de sucesión Konrad Aleksander Fabritius, el caballero real Frederik Karl von Warnstedt, que la dejó por Johanne Marie Malleville, y finalmente el cortesano Hans Heinrich Friccius von Schilden-Huitfeldt. Luise Gramm afirmó que conoció escandalosamente a von Warnstedt en 1770, en una habitación cercana a otra en la que el cuerpo de la reina viuda yacía en la capilla ardiente.
Acompañó a la pareja real en su gira por los ducados en 1770. Durante este viaje, el antiguo favorito del rey, Enevold Brandt, fue llamado a la corte, y el entonces favorito del rey, Conrad Holck, fue enviado de vuelta a Copenhague. Holck le pidió a su hermano, que le pidió a su padre, que le pidió que hablara con la reina en nombre de Holck, pero si lo hizo, esto no detuvo su caída, ya que él perdió su posición como favorito de la realeza y fue exiliado.
En el verano de 1771, Anna Sofie Bülow descubrió una carta abierta dirigida a una dama en las escaleras del Palacio de Frederiksberg. La carta describía un complot para arrestar a la reina Carolina Matilde y Johann Friedrich Struensee, planeado para la fiesta pública que se iba a organizar allí el 28 de septiembre, donde los conspiradores debían dar un paso adelante y declarar públicamente que actuaban por lealtad al rey. Ella envió la carta a la corte real del palacio de Hirschholm. El resultado fue que la fiesta pública fue cancelada en referencia a la salud del rey, y que la corte permaneció en Hirschholm con una guardia más fuerte que antes.
El matrimonio Bülow fue exiliado a su finca en Holstein después de la caída de Struensee en enero de 1772. En 1774-1775, conocieron a Nathaniel William Wraxall, quien planeaba instalar a la reina Carolina Matilde como regente de Dinamarca.